# غلين غرينوالد
غلين غرينوالد (بالإنجليزية: Glenn Greenwald) مواليد 6 مارس 1967 في نيويورك، نيويورك، الولايات المتحدة، هو صحفي ومحام وكاتب أمريكي. وكان كاتب عمود في صحيفة غارديان يو إس من أغسطس 2012 إلى أكتوبر 2013. ساهم أيضا في صحف أخرى ومجلات إخبارية سياسية مثل نيويورك تايمز ولوس أنجلوس تايمز.
تم تسمية غرينوالد من قبل مجلة فورين بوليسي باعتباره واحدا من أفضل 100 مفكر عالمي في سنة 2013.
في يونيو 2013 أصبح غرينوالد معروفاً على نطاق واسع بعد أن نشرت صحيفة الجارديان التقرير الأول من سلسلة من التقارير التي توضح بالتفصيل برامج المراقبة العالمية للولايات المتحدة وبريطانيا، استنادا إلى وثائق سرية كشف عنها إدوارد سنودن، وفازت هذه السلسلة بجائزة بوليتزر عن فئة الخدمة العامة.

## وصلات خارجية
- غلين غرينوالد على موقع IMDb (الإنجليزية)
- غلين غرينوالد على موقع مونزينجر (الألمانية)
- غلين غرينوالد على موقع ميوزك برينز (الإنجليزية)
- غلين غرينوالد على موقع إن إن دي بي (الإنجليزية)
- غلين غرينوالد على موقع قاعدة بيانات الفيلم (الإنجليزية)

- GlennGreenwald.net